# Irish League 1980-1981
L'Irish League 1980-1981 è stata la 80ª edizione della prima divisione del campionato nordirlandese di calcio.
Il campionato era formato da dodici squadre e il Glentoran vinse il titolo. Non vi furono retrocessioni.

## Classifica finale
| Pos. | Squadra          | G  | V  | N | P  | GF | GS | Punti |
| ---- | ---------------- | -- | -- | - | -- | -- | -- | ----- |
| 1    | Glentoran        | 22 | 15 | 7 | 0  | 59 | 26 | 37    |
| 2    | Linfield         | 22 | 16 | 3 | 3  | 57 | 15 | 35    |
| 3    | Ballymena United | 22 | 12 | 4 | 6  | 33 | 21 | 28    |
| 4    | Crusaders        | 22 | 9  | 6 | 7  | 28 | 26 | 24    |
| 5    | Ards             | 22 | 9  | 6 | 7  | 35 | 40 | 24    |
| 6    | Glenavon         | 22 | 7  | 8 | 7  | 37 | 37 | 22    |
| 7    | Larne            | 22 | 9  | 4 | 9  | 26 | 26 | 22    |
| 8    | Portadown        | 22 | 8  | 5 | 9  | 30 | 34 | 21    |
| 9    | Coleraine        | 22 | 5  | 8 | 9  | 28 | 36 | 18    |
| 10   | Cliftonville     | 22 | 5  | 5 | 12 | 20 | 37 | 15    |
| 11   | Bangor           | 22 | 4  | 5 | 13 | 35 | 54 | 13    |
| 12   | Distillery       | 22 | 1  | 3 | 18 | 18 | 54 | 5     |

G = Partite giocate; V = Vittorie; N = Nulle/Pareggi; P = Perse; GF = Goal fatti; GS = Goal subiti; 